# Universidade estadual (Brasil)

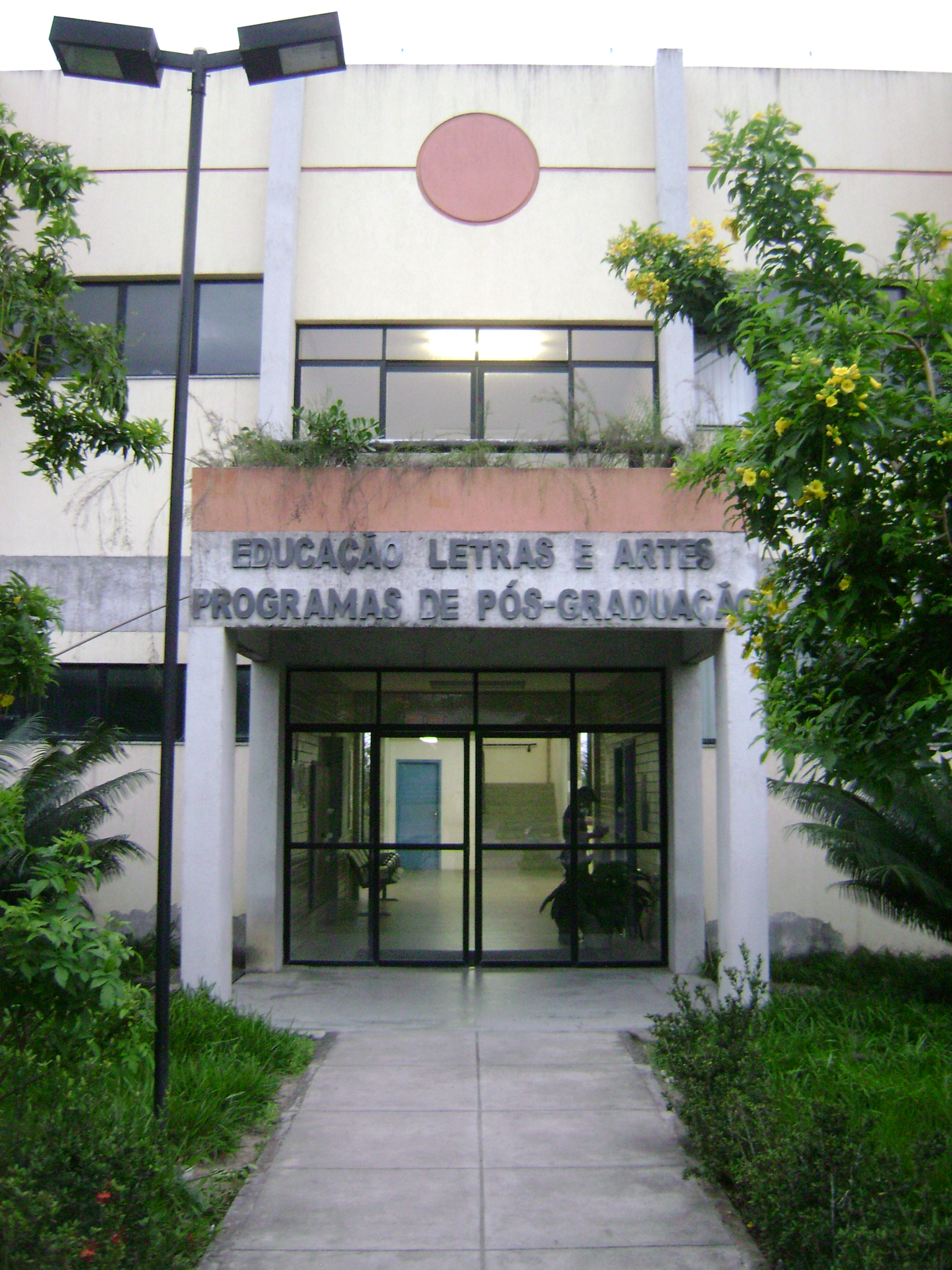
Edificação do Departamento de Letras e Artes da Universidade Estadual de Feira de Santana, em Feira de Santana

Uma universidade estadual, no Brasil, é uma universidade pública mantida pelo respectivo estado brasileiro ao qual a universidade é vinculada e geralmente oferece ensino superior gratuito, além de também realizar pesquisas e promover extensões. Em algumas ocasiões, as universidades estaduais são erroneamente denominadas pela população como universidades federais quando, na realidade, anseia-se referir ao sentido de universidade pública destas instituições, causando tal confusão.
Atualmente, 22 dos 26 estados brasileiros mantém universidades estaduais: Alagoas, Amapá, Amazonas, Bahia, Ceará, Goiás, Maranhão, Mato Grosso, Mato Grosso do Sul, Minas Gerais, Pará, Paraíba, Paraná, Pernambuco, Piauí, Rio de Janeiro, Rio Grande do Norte, Rio Grande do Sul, Roraima, Santa Catarina, São Paulo e Tocantins. Totaliza-se quarenta universidades estaduais em todo o Brasil, apresentando o Nordeste o maior número por região, possuindo catorze universidades em oito estados, seguido das regiões Sudeste e Sul, detendo cada uma nove universidades. O estado do Paraná revela o maior número de universidades estaduais do Brasil, mantendo sete universidades, seguido pelos estados da Bahia e de São Paulo, cada um com quatro instituições.
A Universidade de São Paulo (USP), vinculada à Secretaria de Desenvolvimento Econômico, Ciência, Tecnologia e Inovação do Estado de São Paulo, é comumente citada por diversos rankings brasileiros e internacionais como a melhor universidade brasileira da contemporaneidade. No Ranking Universitário Folha, promovido pelo jornal paulistano Folha de S.Paulo, a USP posicionou-se na primeira colocação nos anos de 2012. 2013 e 2014.
Porém, há outras universidades estaduais que também se destacam, como a Universidade Estadual de Campinas (UNICAMP) e a Universidade Estadual Paulista (UNESP), ambas também de São Paulo, que ficaram respectivamente na quinta e sexta posições do Ranking Universitário Folha entre 2012 e 2014. No mesmo ranking e no mesmo período, outras universidades de quatro estados figuraram entre as cinquenta melhores posições, sendo elas a Universidade do Estado do Rio de Janeiro (UERJ), a Universidade Estadual de Feira de Santana (UEFS), a Universidade Estadual de Londrina (UEL), a Universidade Estadual de Maringá (UEM), a Universidade Estadual de Ponta Grossa (UEPG), a Universidade Estadual do Ceará (UECE), a Universidade Estadual do Norte Fluminense Darcy Ribeiro (UENF) e a Universidade Estadual do Oeste do Paraná (UNIOESTE).